# Maribel Arrieta Gálvez
María Isabel Arrieta Gálvez (San Salvador, El Salvador, 22 de agosto de 1934 - Región de Bruselas-Capital, Bélgica, 31 de agosto de 1989) fue una ex Miss El Salvador. Fue una de las favoritas en la cuarta edición del concurso de belleza Miss Universo, que se realizó en Long Beach, California el 22 de julio de 1955. Es la única representante salvadoreña que ha llegado a ser la primera finalista en la historia de dicho concurso y la que más cerca ha estado de ganar el título.

## Biografía
Nació en San Salvador, El Salvador, el 22 de agosto de 1934. Desde su elección, ella fue augurada por muchos conocedores del mundo de la moda para que ganara el título.[cita requerida] Al final del certamen, ella se ubicó como 1.ª finalista y también ella ganó el título de Miss Simpatía. Para algunos es considerada la mujer más bella que ha tenido El Salvador.[cita requerida] Además, debido a su parecido a la actriz estadounidense Marilyn Monroe, los jueces la veían como la virtual ganadora.[cita requerida] Algunos artículos dicen que cometió un error cuando un día antes de la entrevista con los jueces fue a tomar sol a la playa y se quemó tanto que, al desfilar en traje de baño su piel se veía de un tono rojizo.
Gracias a la popularidad que alcanzó, le dieron la oportunidad en México de participar en la película Nos veremos en el cielo (1956), junto con Ramón Armengod, Ana Bertha Lepe, Rodolfo Landa, Andrés Soler, Aída Araceli, Jorge Reyes y Magda Donato, entre otros.
Las cinco finalistas del concurso Miss Universo 1955 fueron las siguientes:
| Resultado Final    | Candidatas                               |
| ------------------ | ---------------------------------------- |
| Miss Universo 1955 | - Suecia - Hillevi Rombin †              |
| 1ª finalista       | - El Salvador - Maribel Arrieta Gálvez † |
| 2ª finalista       | - Ceilán - Maureen Hingert               |
| 3ª finalista       | - Alemania Occidental - Margit Nünke †   |
| 4ª finalista       | - Japón - Keiko Takahashi                |

## Muerte
Murió en la Región de Bruselas-Capital, Bélgica, el 31 de agosto de 1989 a los 55 años de edad.